# Komagataella
Komagataella Y. Yamada, M. Matsuda, K. Maeda & Mikata – rodzaj grzybów należący do rodziny Saccharomycetaceae. Zaliczane są do drożdży.

## Rozmnażanie i metabolizm
Komagataella to drożdże metylotroficzne, mające zdolność wykorzystywania metanolu jako źródła węgla. Zostały opisane w latach 60. XX wieku jako Pichia pastoris, później w wyniku dokładniejszych badań gatunek ten rozbito na 7 gatunków i przeniesiono do rodzaju Komagataella. W naturze występują na drzewach, takich jak kasztanowce. Są grzybami saprotroficznymi i do życia mogą wykorzystywać wiele źródeł węgla, m.in. glukozę, glicerol i metanol, nie mogą jednak wykorzystać laktozy.
Komagatella mogą rozmnażać się bezpłciowo poprzez pączkowanie i płciowo przez askospory. Zwykle występują w stanie haploidalnym, wegetatywnie rozmnażają się poprzez wielostronne pączkowanie. Ograniczenie azotu stymuluje je do tworzenia komórek diploidalnych. Jest to gatunek homotaliczny, w którym komórki tego samego szczepu mogą się ze sobą krzyżować, ale w populacji może występować więcej niż jeden typ kojarzenia, który zmienia się z dużą częstotliwością, wskutek czego koniugacja zachodzi pomiędzy komórkami haploidalnymi o przeciwnym typie kojarzenia (heterotalizm).

## Zastosowania
Po latach badań gatunki Komagataella są szeroko wykorzystywane w badaniach biochemicznych i przemyśle biotechnologicznym. Mają duży potencjał bycia systemem ekspresyjnym do produkcji białek. K. pastoris i K. phaffii stały się ważne w zastosowaniach biotechnologicznych. Tempo wzrostu kolonii może zmieniać się w szerokim zakresie, od bliskiego zera do czasu podwojenia wynoszącego jedną godzinę, dzięki czemu mogą być ekonomicznie wykorzystane w procesach przemysłowych. Przy przemysłowym wykorzystaniu bardzo istotne jest także to, że Komagataella mogą w hodowli rosnąć w podłożu o dużej gęstości, co zapewnia wyższą wydajność produkcji.
Rozszyfrowano genom K. pastoris i stała się ona organizmem modelowym do badań genetycznych. Ze względu na jej zdolność do rekombinacji z obcym DNA i przetwarzania dużych białek, przeprowadzono wiele badań w celu zbadania możliwości wytwarzania nowych białek i funkcji sztucznie zaprojektowanych białek, wykorzystując Komagataellę jako gospodarza transformacji. W ostatniej dekadzie Komagataella została zaprojektowana do budowy platform systemów ekspresyjnych, co jest typowym zastosowaniem dla standardowego eksperymentalnego organizmu modelowego.

## Systematyka
Pozycja w klasyfikacji według Index Fungorum: Saccharomycetaceae, Saccharomycetales, Saccharomycetidae, Saccharomycetes, Saccharomycotina, Ascomycota, Fungi.
Gatunki:
- Komagataella kurtzmanii G.I. Naumov, E.S. Naumova, Tyurin & D.G. Kozlov 2013
- Komagataella mondaviorum G.I. Naumov, E.S. Naumova & K.L. Boundy-Mills 2018
- Komagataella pastoris (Guillierm.) Y. Yamada, M. Matsuda, K. Maeda & Mikata 1995
- Komagataella phaffii Kurtzman 2005
- Komagataella populi Kurtzman 2012
- Komagataella pseudopastoris (Dlauchy, Tornai-Leh., Fülöp & G. Péter) Kurtzman 2005
- Komagataella ulmi Kurtzman 2012

Wykaz gatunków i nazwy naukowe według Index Fungorum.